# (37609) LaVelle
(37609) LaVelle est un astéroïde de la ceinture principale.

## Description
(37609) LaVelle est un astéroïde de la ceinture principale. Il fut découvert le 25 novembre 1992 à l'observatoire Palomar par Carolyn S. Shoemaker et Eugene M. Shoemaker. Il présente une orbite caractérisée par un demi-grand axe de 2,56 UA, une excentricité de 0,16 et une inclinaison de 8,3° par rapport à l'écliptique.

## Compléments